# Richard Tsimba
Pour les articles homonymes, voir Tsimba.
Pas d'image ? Cliquez ici

a Compétitions nationales et continentales officielles uniquement.

b Matchs officiels uniquement.
Dernière mise à jour le 15 septembre 2018.
Richard Tsimba, né le 9 juillet 1965 à Salisbury en Rhodésie (actuellement, Harare au Zimbabwe) et mort le 30 avril 2000 dans la même ville, est un joueur de rugby à XV international zimbabwéen évoluant au poste de centre. 
Il dispute toute sa carrière en club au Zimbabwe, à l’exception d'un intermède de deux saisons avec le club américain de Belmont Shore en 1987-1989.
Au niveau international, il ne connait que cinq capes officielles avec l'équipe du Zimbabwe, lors des coupes du monde 1987 et 1991. Cependant, il se distingue par son talent, et en étant le premier joueur noir de l'histoire de cette sélection. 
Il est intronisé à titre posthume au Temple de la renommée World Rugby en 2012, au côté de frère cadet Kennedy Tsimba.

## Biographie
Kennedy Tsimba étudie à l'école de Springvale House (en) de Marondera, puis au lycée Peterhouse dans cette même ville. Il commence à jouer au rugby pendant sa scolarité, malgré le fait que ce sport soit considéré comme un « sport de blancs », et soit assez hostile aux joueurs de couleur.
Il commence sa carrière en 1985 dans le championnat amateur zimbabwéen avec le Chaminuka RFC, qui est le premier club de rugby pour joueurs noirs du pays. Rapidement, il montre un très grand talent au poste de centre, présentant des qualités physiques importantes, doublée d'une bonne technique individuelle. 
Au mois de mai 1987, il est sélectionné pour la première fois avec l'Équipe du Zimbabwe de rugby à XV dans le cadre de la première coupe du monde de l'histoire, en Nouvelle-Zélande. Il devient alors le premier joueur noir à porter le maillot de la sélection nationale zimbabwéenne, ainsi que le seul joueur noir de cette coupe du monde. Il connait sa première cape le 23 mai 1987 lors du premier match de la compétition contre la Roumanie à Auckland. Lors cette première sélection, Tsimba inscrit deux essais, dont le second sur un exploit personnel, mais ne peut empêcher la courte défaite de son équipe sur le score de 21 à 20,. Il joue un deuxième match dans cette compétition, contre la France une semaine plus tard, et qui se soldera par une lourde défaite 70 à 12,.
Peu après la coupe du monde, il décline une offre de l'équipe sud-africaine du Transvaal et rejoint les États-Unis pour jouer avec Belmont Shore en Men's D1 Club Championship. Il joue deux saisons dans le championnat américain, avant de rentrer au Zimbabwe en 1990, et de rejoindre le club des Old Georgians où il joue jusqu'en 1995 et l'arrêt de sa carrière.
Il est rappelé en équipe nationale en septembre 1991, afin de disputer la coupe du monde 1991 en Europe,. Il dispute trois matchs lors de cette compétition, pour autant de défaites, et inscrit un essai contre le Japon. Il s'agit alors de la dernière apparition de Tsimba sous le maillot zimbabwéen.
Le 30 avril 2000, il meurt dans un accident de voiture sur la route de Chiramba à Harare alors qu'il se rendait au golf. Il laisse derrière lui une veuve et trois enfants.
Le 25 octobre 2012, il est intronisé à titre posthume au Temple de la renommée World Rugby, au côté de son frère cadet Kennedy Tsimba. Pendant la cérémonie, Oregan Hoskins, le vice-président de l'IRB à l'époque, justifie cette récompense en affirmant que : « Les frères Tsimba ont laissé une marque indélébile dans le rugby de l'Afrique australe. Ils sont des pionniers de ce jeu, dont les générations à venir se souviendront. Il est normal qu'ils soient présents dans le lieu de mémoire le plus célèbre du rugby, le Temple de la renommée de l'IRB ».

## Palmarès

### En club
Néant

### Distinctions individuelles
- Membre du Temple de la renommée World Rugby depuis 2012.

## Statistiques
Richard Tsimba compte 5 capes en équipe du Zimbabwe, dont cinq en tant que titulaire, entre le 23 mai 1987 contre la Roumanie à Auckland, et le 14 octobre 1991 contre la Japon à Belfast. Il inscrit 12 points (3 essais). 
Il participe à la coupe du monde en 1987 (2 matchs) et 1991 (3 matchs).